# 1987-es magyar teniszbajnokság
Az 1987-es magyar teniszbajnokság a nyolcvannyolcadik magyar bajnokság volt. A bajnokságot szeptember 13. és 20. között rendezték meg Budapesten, a Dózsa margitszigeti teniszstadionjában.

## Eredmények
| Versenyszám  | Arany                                        | Arany | Ezüst                                          | Ezüst | Bronz                                           | Bronz |
| ------------ | -------------------------------------------- | ----- | ---------------------------------------------- | ----- | ----------------------------------------------- | ----- |
| Férfi egyéni | Lányi András MTK-VM                          |       | Vágó László MTK-VM                             |       | Csépai Ferenc MTK-VM                            |       |
| Női egyéni   | Csurgó Virág Bp. Spartacus                   |       | Rózsavölgyi Éva Újpesti Dózsa                  |       | Darvas Katalin Újpesti Dózsa                    |       |
| Férfi páros  | Markovits László, Köves Gábor Bp. Spartacus  |       | Kiss Sándor, Guti János Bp. Spartacus          |       | Csépai Ferenc, Lányi András MTK-VM              |       |
| Női páros    | Szikszay Réka, Csurgó Virág Bp. Spartacus    |       | Turi Zsuzsa, Noszály Andrea MTK-VM, Bp. Honvéd |       | Kowaczics Rita, Darvas Katalin Újpesti Dózsa    |       |
| Vegyes páros | Markovits László, Csurgó Virág Bp. Spartacus |       | Szikszay Attila, Szikszay Réka Bp. Spartacus   |       | dr. Zsiga László, Rózsavölgyi Éva Újpesti Dózsa |       |